# Martakert
Martakert (Armeens: Մարտակերտ, Azerbeidzjaans: Ağdərə ook gespeld als Agdere, Aqdara of Aghdara) is een stad in het Azerbeidzjaanse district Tərtər.

## Geschiedenis
De stad werd voorheen, tot het Azerbeidzjaanse offensief van 2023, gecontroleerd door de de facto afgescheiden Republiek Nagorno-Karabach en was het bestuurlijk centrum van de provincie Mardakert. De stad telde in 2015 ongeveer 5600 inwoners en had een etnisch Armeense meerderheid. Ook in de Sovjet-periode woonde er een Armeense meerderheid. Martakert onderging zware verwoestingen door Azerbeidzjaanse troepen tijdens de Eerste Nagorno-Karabach-oorlog (1988-1994).